# Андроник Кантакузин
Андроник Кантакузин (1553 – 1601) е банкер и дипломат, част от политическото обкръжение на Михай Витязул – князът, който успява да обедини под единно управление трите дунавски княжества – Влахия, Молдова и Трансилвания.
Андроник Кантакузин/о е лидер на радикалната /едната от двете партии – другата, умерената е предвождана от александрийския патриарх Мелетий Пигас/ в Константинопол в навечерието на дългата война и при избухването ѝ.  Стреми се към възстановяване на „стария ред“ в/при управлението на империята /или златния век на Сюлейман Великолепни/, когато славянския език е и един от официалните в канцеларията на падишаха. 
Андроник е син на Михаил Кантакузин, наречен от османците Шейтаноглу, който е екзекутиран в Поморие през 1578 г. Самият Михаил Кантакузин е потомък на император Матей Кантакузин. и чрез него и на българския царски род Асеневци. След смъртта на баща си Андроник заминава за Ираклио при родителите на майка си. Връща се в Цариград през 1590 като банкер. Благодарение на заемите, които предоставя, добива голямо влияние пред Високата порта.
Андроник става ковчежник на Стефан I Глухия, назначен за управител на Влашко, който се жени за едната от дъщерите му. Андроник подкрепя през 1593 г. кандидатурата на Михай Витязул (съпругата на Михай е първа братовчедка на Андроник) на мястото на предишния княз Александру III Злия. Става част от близкото обкръжение на Витязул, но при падането от власт на последния Андроник също губи позициите си и е екзекутиран подобно на баща си по разпореждане на Мехмед III през 1601 г.

## Потомство
Тримата сина на Андроник Кантакузин добиват политическо влияние в Молдова и Влашко – Йордаче, Тома и Константин (1598 – 1663). Двете му дъщери се омъжват за князе – едната, чието име е неизяснено, за
Стефан I Глухия, а другата, Станка, за Арон Тиран.